# Бабушек, Франтишек
Франтишек Бабушек (словац. František Babušek; 5 ноября 1905 — 13 октября 1954) — словацкий композитор и дирижёр.
В 1930 году окончил Музыкальную и драматическую академию в Братиславе по классу контрабаса. В 1929—1930 гг. дебютировал в составе новосозданного Симфонического оркестра Братиславского радио как контрабасист. В 1931 г. перебрался в Прагу, где играл на контрабасе и тубе в Симфоническом оркестре Чешского радио, одновременно изучая композицию в Пражской консерватории под руководством Йозефа Сука. Окончив консерваторию, в 1935—1938 гг. продолжил обучение в выделенной из её состава Мастерской школе, учился композиции у Витезслава Новака и Йозефа Кржички и дирижированию у Павла Дедечека. Окончив курс, в 1939 г. вернулся в Братиславу и работал в Симфоническом оркестре Братиславского радио как дирижёр, в 1941—1942 гг. как главный дирижёр. Дирижировал премьерой Четвёртой симфонии Александра Мойзеса (1948). Написал фортепианный концерт (1950), ряд хоровых и камерных сочинений.